# Peder Olivarius Bugge
Peder Olivarius Bugge, född den 2 december 1764 i Holt (Nedenes amt), död den 6 december 1849 i Trondhjem, var en norsk biskop, son till Søren Bugge, far till Søren Bruun och Fredrik Moltke Bugge.

## Biografi
Bugge tog 1786 teologisk examen och 1787 magistergraden i Köpenhamn samt blev 1795 teologie doktor i Göttingen och innehade sedan åtskilliga prästerliga befattningar i Norge och Danmark. Åren 1804-42 var han biskop i Trondhjem. 
Bugges förhållande till den världsliga makten var komplicerat. År 1814 stod Bugge Kristian Fredrik mycket nära och närmade sig sedan Karl Johan. Den predikan han höll vid dennes kröning i Trondhjems domkyrka, väckte uppseende till följd av det sätt varpå han tilltalade sina egna landsmän.
Signe Nesselmark skriver i Svensk uppslagsbok: "B. företrädde under olika perioder ömsom en av herrnhutismen påverkad religiositet, ömsom en rationalismen närstående teologi." Den förra framgår av hans 1791 utkomna postilla, som uppskattades av bland andra haugianerna.